# Polybia anglica
Polybia anglica är en getingart som beskrevs av Cockerell 1921. Polybia anglica ingår i släktet Polybia och familjen getingar. Inga underarter finns listade i Catalogue of Life.